# PA-403
A  PA-403 é uma rodovia brasileira do estado do Pará. Essa estrada intercepta a rodovia PA-151 em sua extremidade leste e a rodovia PA-409 na altura do Km 13, antes de chegar a sua extremidade oeste, na Vila do Beja.
Está localizada na região nordeste do estado, atendendo ao município de Abaetetuba. 